# Скъпи наследници
„Скъпи наследници“ е комедийно-драматичен сериал, заснет в България по лиценз на хърватската поредица „Kud puklo da puklo“ на NOVA TV Croatia. Българската версия на сериала се излъчва по bTV, като през 2016 и 2017 година е заснет целият сериал с общо 170 епизода.

## Актьорски състав
- Орлин Павлов – Борис Йотов
- Лорина Камбурова – Ана
- Даяна Ханджиева – Катерина Дочева
- Георги Кадурин – Косьо Йотов
- Койна Русева – Милица Дочева
- Досьо Досев – бай Дочо Дочев
- Цветана Манева – баба Злата
- Веселин Калановски – Цветан Конов
- Филип Аврамов – Ленин
- Искра Донова – Снежана
- Димитър Баненкин – Марин Дочев
- Ивана Папазова – Венета
- Виктория Колева – Неда Йотова
- Валентин Танев – Иван
- София Бобчева – Диана
- Антоний Аргиров – Васил Дочев
- Петко Венелинов – Станислав
- Рая Пеева – Поля
- Юлиян Петров – Стефан „Чочо“
- Дарин Ангелов – Любо
- Надя Иванова – адвокат Перпелиева
- Милена Аврамова – Христина
- Мариана Миланова – Доц. Панова
- Любомир Ковачев – Румен
- Стефания Кочева – Зорица
- Полина Недкова – Ники
- Китодар Тодоров – Чавдар Колев
- Йоанна-Изабелла Върбанова – Юлия
- Михаил Билалов – Георги Пенчев
- Иво Аръков – Калин
- Ярослава Павлова – Нора
- Нели Топалова – Теменужка
- Веселина Конакчийска – Сара
- Манол Герушин – Даскала
- Румен Попов – дядо Божко

## Гост звезди
- Александра Жекова
- Поли Генова
- Графа
- Мартен Роберто
- Pavell & Venci Venc'
- Камелия
- Радослав Янков
- Анелия

## Излъчване
Премиерата на сериала е на 15 януари 2018 г. по bTV и се излъчва всеки делничен ден от 18:00 часа и спира на 1 юни. На 17 септември е показано продължението на сериала и завършва на 21 декември. На 16 юли 2019 г. започва повторно излъчване по bTV Lady и завършва на 9 март 2020 г. Третото излъчване на сериала започва на 31 май 2021 г. по bTV като се излъчва до 75 епизод. От 6 юни 2022 г. започва излъчване от 76 епизод. На 13 юни 2023 г. започва ново повторение отначало до 17 ноември 2023 г.